# Seattle Reign FC

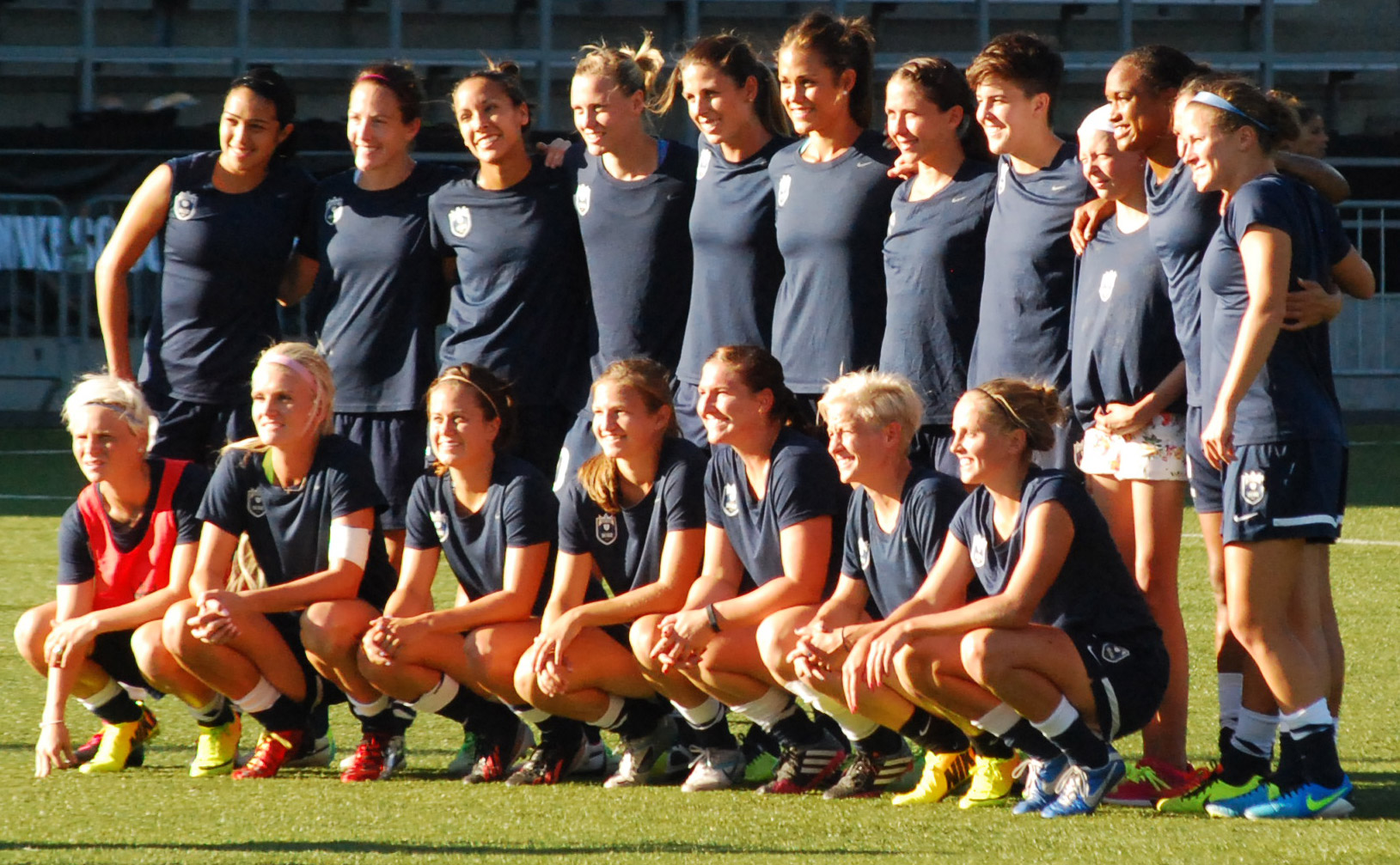
El Reign Football Club antes de enfrentar al Chicago Red Stars (2013).

El Seattle Reign FC es un club de fútbol femenino estadounidense con sede en Seattle, en el estado de Washington. Fue fundado en 2012 y actualmente juega en la National Women's Soccer League, máxima categoría de los Estados Unidos. Entre 2019 y 2023 el fue renombrado como OL Reign, tras ser adquirido por el OL Groupe. Juega como local en el Lumen Field, que cuenta con una capacidad para 10.000 espectadores.

## Temporadas
| Temporada | Posición  | Eliminatorias | Posición    |
| --------- | --------- | ------------- | ----------- |
| 2013      | 7.º       | No            | -           |
| 2014      | 1.º       | Si            | Subcampeón  |
| 2015      | 1.º       | Si            | Subcampeón  |
| 2016      | 5.º       | No            | -           |
| 2017      | 5.º       | No            | -           |
| 2018      | 3.º       | Si            | Semifinales |
| 2019      | 4.º       | Si            | Semifinales |
| 2020      | Cancelado | Cancelado     | Cancelado   |
| 2021      | 2.º       | Si            | Semifinales |
| 2022      | 1.º       | Si            | Semifinales |
| 2023      | 4.º       | Si            | Subcampeón  |

### NWSL Challenge Cup
| Edición | Fase de grupos | Fase final       |
| ------- | -------------- | ---------------- |
| 2020    | 3.º            | Cuartos de final |
| 2021    | 2.º            | –                |
| 2022    | 1.º            | Semifinales      |
| 2023    | 1.º            | Semifinales      |

## Jugadoras

### Jugadoras Destacadas
| - Hope Solo - Megan Rapinoe - Allie Long - Kendall Fletcher - Sydney Leroux - Emily van Egmond - Kaylyn Kyle - Kim Little | - Rachel Corsie - Jess Fishlock - Nahomi Kawasumi - Rumi Utsugi - Manon Melis - Shirley Cruz - Ji So-yun |

## Palmarés
| Competición nacional           | Títulos | Subcampeonatos   |
| ------------------------------ | ------- | ---------------- |
| National Women's Soccer League |         | 2014, 2015, 2023 |